# کریستین دو-بویه
کریستین دو-بویه (انگلیسی: Christian Due-Boje؛ زادهٔ ۱۲ اکتبر ۱۹۶۶) بازیکن هاکی روی یخ اهل سوئد بود.
از باشگاه‌هایی که در آن بازی کرده‌است می‌توان به باشگاه فوتبال هامارابی اشاره کرد.